# IMM홀딩스
IMM홀딩스 주식회사(IMM Holdings)는 대한민국의 지주회사로 사모펀드와 크레딧 전문 투자 등을 영위한다. 사명인 IMM은 라틴어 세계가 내 손안에('In manus mundus')의 약자이다.

## 역사
1999년 IMM창업투자로 시작해 기업구조조정전문회사(CRC)를 겸업하다가 2006년엔 바이아웃 투자 부문을 분리해 설립한 'IMM PE'를 통해 사모펀드로 영역을 확장했다.

## 계열사

### IMM프라이빗에쿼티
IMM PE의 ‘2조’ 블라인드펀드가 목표 조달금액에 근접한 자금을 모았다.
2024년 스틱인베스트먼트와 효성화학의 특수가스사업부를 1조 1,000억원대에 인수하였다.
투자 기업으로는 두산캐피탈, 롯데하이마트, 셀트리온, 할리스커피, 한독, 포스코특수강, 대한전선, 우리금융, 쏘카, 케이뱅크, 제뉴원사이언스, 신한금융, 에어퍼스트, 하나투어, 한샘, UTK, 에이블C&C,에코비트가 있다.

### IMM크레딧앤솔루션
IMM홀딩스의 자회사로, 대한민국의 사모투자조합 및 크레딧 전문 투자 법인이다.